# Giovanni Battista Volpe
Giovanni Battista Volpe, ook wel Rovettino genoemd, (Venetië, ca. 1620 - ?, 1691) was een Italiaans componist van de Barok. 

## Biografie
Giovanni Battista Volpe was een volle neef van Giovanni Rovetta, componist en dirigent bij de Basiliek van San Marco. Volpe was vanaf 1645 werkzaam bij de basiliek, in 1678 kreeg hij er eindelijk zijn eerste benoeming als eerste organist. Giovanni Battista Volpe wordt geacht voor de eerste keer de speciale techniek recitatief stromentato te hebben toegepast in een opera. Het door hem geschreven muziekstuk Il prattico al cembalo moet als verloren worden beschouwd. 

## Werken
- Vesperi, 8 stemmen (Venetië, 1691 vermist)
- La Costanza di Rosimonda (Aurelio Aureli) (1659, Venetië, Teatro di Santi Giovanni e Paolo), muziek verdwenen.
- Gl'Amori d'Apollo e di Leucotoe (de liefdeszaken van Apollo en Leucothea, Aurelio Aureli), 3 actes (1663 Venetië, Santi Giovanni e Paolo), het enige muziek stuk dat bewaard is gebleven.
- La Rosi Lena (Aurelio Aureli) (1664, Venetië, Santi Giovanni e Paolo), muziek verdwenen
- Il prattico al cembalo , muziek verdwenen.

- Bibliothèque nationale de France: cb169537487 (data)
- Gemeinsame Normdatei: 115638776
- International Standard Name Identifier: 0000 0000 2054 1948
- Library of Congress Control Number: n2011052170
- MusicBrainz: 44b304f2-a7dc-438b-8136-6ba84efa264e
- Nationale Bibliotheek van Israël: 987011245385405171
- Virtual International Authority File: 17956735
- WorldCat: E39PBJfCB7TD7gVm9YCXRKFtKd